# El Xhitey
El Xhitey är en ort i Mexiko, tillhörande kommunen Jilotepec i den västra delen av delstaten Mexiko. Orten hade 1 189 invånare vid folkräkningen 2010.